# Metacatharsius holyi
Metacatharsius holyi är en skalbaggsart som beskrevs av Vladimir Balthasar 1965. Metacatharsius holyi ingår i släktet Metacatharsius och familjen bladhorningar. Inga underarter finns listade i Catalogue of Life.